# Farbror Joakim och Svarte Riddaren
Farbror Joakim och Svarte Riddaren är en Don Rosaserie från 1999.

## Handling
Farbror Joakim får inbrott i pengabingen av Svarte Riddaren. Det enda som blir stulet är diamantstoft, en rustning och lösidrös (Ett medel som Oppfinnar-Jocke skapat som löser upp allt utom diamanter), så Svarte Riddaren klistrar fast diamantstoftet på rustningen och penslar sedan på lösidrös. Så Joakim får än en gång kämpa för sina pengar.